# Rehab (piosenka Amy Winehouse)
Rehab – piosenka brytyjskiej wokalistki Amy Winehouse z 2006 roku, którą wydano na pierwszym singlu promującym album Back to Black (2006). Na brytyjskiej liście utwór zajął 7. pozycję, a w amerykańskim zestawieniu „Billboard” Hot 100 dotarł do 9. miejsca. Za tę piosenkę Winehouse otrzymała nagrodę Grammy.
Singiel opowiada o tym, jak wokalistka odmówiła udania się na kurację odwykową dla alkoholików, którą sugerowali jej menedżer, wytwórnia oraz ojciec.

## Lista utworów
Singiel UK CD 1
1. „Rehab” (Album Version) – 3:36
2. „Do Me Good"

Singiel UK CD 2
1. „Rehab” (Album Version) – 3:36
2. „Close to Front”
3. „Rehab” (Desert Eagle Discs Vocal Mix)

Digital Download UK
1. „Rehab” (Hot Chip Vocal Remix) [Hot Chip Remix] – 6:58
2. „Rehab” (Pharoahe Monch Remix) [Amy Winehouse vs Pharoahe Monch] – 3:36
3. „Rehab” (Vodaphone Live) [Live at TBA] – 3:40

Digital Download USA
1. „Rehab” (Remix) [featuring Jay-Z] – 3:52
2. „Rehab” (Pharoahe Monch Remix) [Amy Winehouse vs Pharoahe Monch] – 3:36